# Johannes Weissinger
Johannes Weissinger (* 12. Mai 1913 in Naumburg; † 20. November 1995) war ein deutscher angewandter Mathematiker, der sich mit Strömungsmechanik befasste. Er war Professor für Angewandte Mathematik und Direktor des Instituts für Angewandte Mathematik an der TH Karlsruhe.
Weissinger besuchte die Landesschule in Pforta (Abitur 1930) und studierte Mathematik, Physik und Philosophie an der Universität Jena und der Universität Hamburg. 1936 legte er in Hamburg die Lehramtsprüfung ab und wurde 1937 bei Emil Artin promoviert (Theorie der Divisorenkongruenzen). 1937 bis 1945 arbeitete er als Wissenschaftler bei der Deutschen Versuchsanstalt für Luftfahrt in Berlin-Adlershof. 1943 habilitierte er sich an der TH Darmstadt. Ab 1946 war er wieder als wissenschaftlicher Assistent an der Universität Hamburg, wo er 1948 bis 1952 kommissarischer Leiter des Lehrstuhls für Angewandte Mathematik und ab 1952 Diätendozent war. Ab 1953 war er ordentlicher Professor an der TH Karlsruhe, an der er 1961/62 Rektor war und 1981 emeritiert wurde.
1952 bewies er den Fixpunktsatz von Weissinger.

## Schriften
- Zur Aerodynamik des Ringflügels, 4 Teile, Westdeutscher Verlag, Opladen 1955, 1960
- Wesenszüge des mathematischen Denkens. Vortrag gehalten ... am 2. Dez. 1961. (Digitale Ausgabe. Univ. Heidelberg, 2008)
- Theorie des Tragflügels bei stationärer Bewegung in reibungslosen, inkompressiblen Medien, in S. Flügge, C. Truesdell (Hrsg.) Handbuch der Physik, Band VIII/2, Strömungsmechanik II, Springer Verlag 1963 S. 385–437
- Numerische Mathematik auf Personalcomputern, BI Verlag 1984, 2 Bände (Bd. 1 Einführung in die Theorie und Programmieren mit Basic, Bd. 2 Basic Programme)
- Vorlesungen zur Höheren Mathematik, BI Hochschultaschenbücher, 4 Bände, 1984
- Spärlich besetzte Gleichungssysteme: eine Einführung mit Basic und Pascal Programmen, BI Wissenschaftsverlag 1990